# Calitea
Calitea (in greco Kallithea - Καλλιθέα) è una frazione della città di Rodi, nell'omonima isola dell'Egeo Meridionale. Conta 10.251 abitanti secondo i dati del censimento 2001.

## Etimologia
Il nome della frazione deriva dal greco kalì théa: “bella vista”, “belvedere“.

## Urbanistica
L'odierna frazione si trova nella parte nord-orientale dell'isola di Rodi, poco più a sud della città di Rodi.
Fanno parte della frazione di Calitea anche le località di Coschino (Koskinò) e Psito (Psitos).

## Amministrazione
Il comune di Calitea è stato soppresso a seguito della riforma amministrativa, detta programma Callicrate, entrata in vigore dal 1º gennaio 2011 ed è ora frazione del comune di Rodi nell'omonima unità periferica della odierna Grecia.

## Terme di Calitea

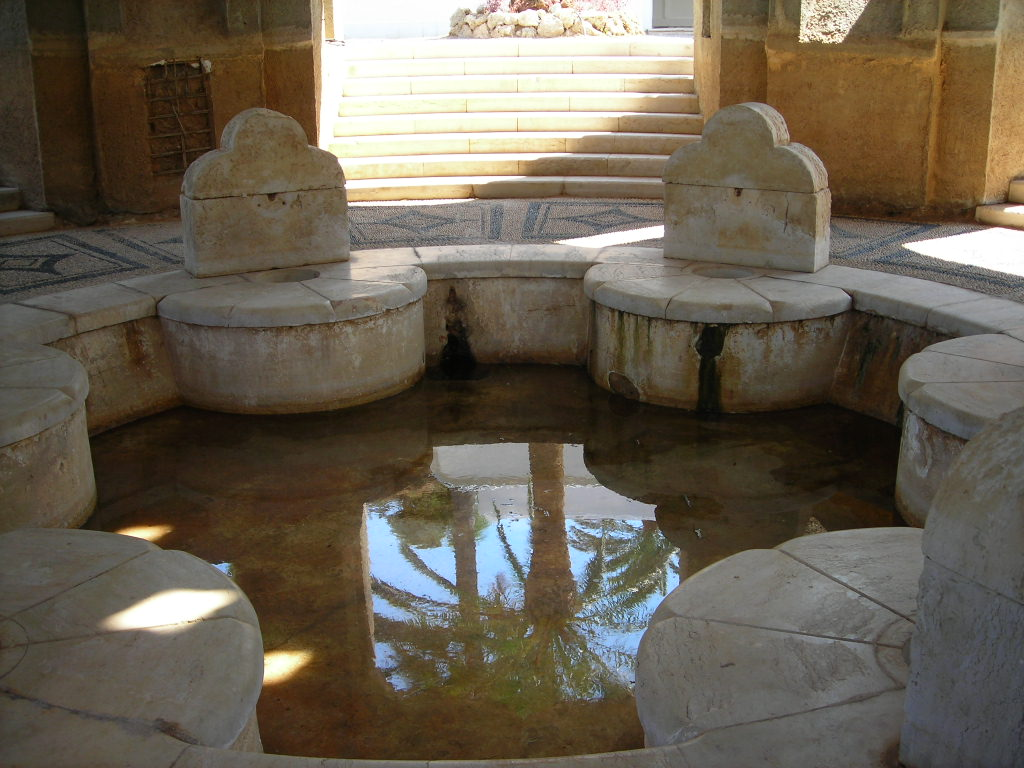
Vecchio edificio termale in disuso, 2008

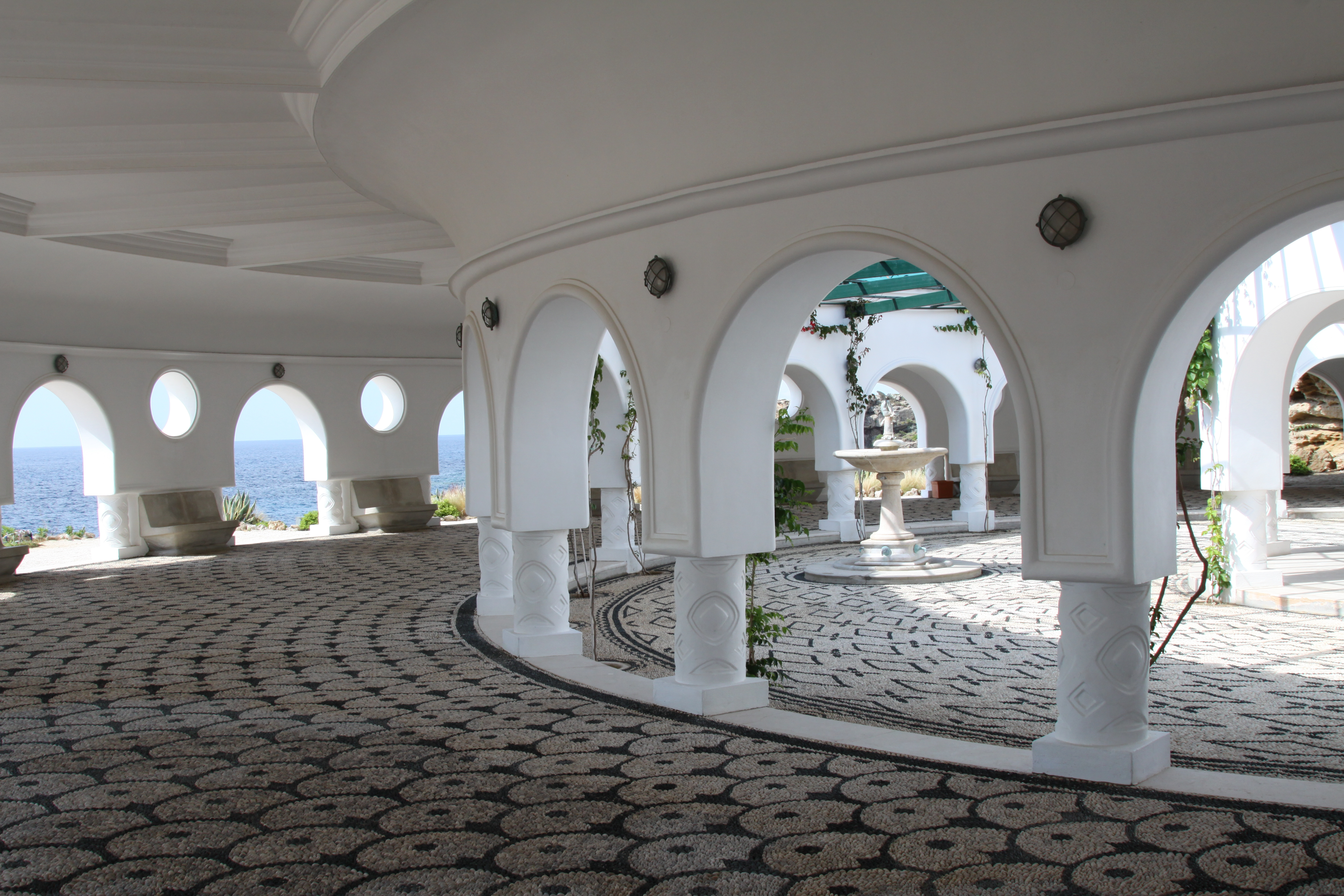
Vista interna della terme, 2010

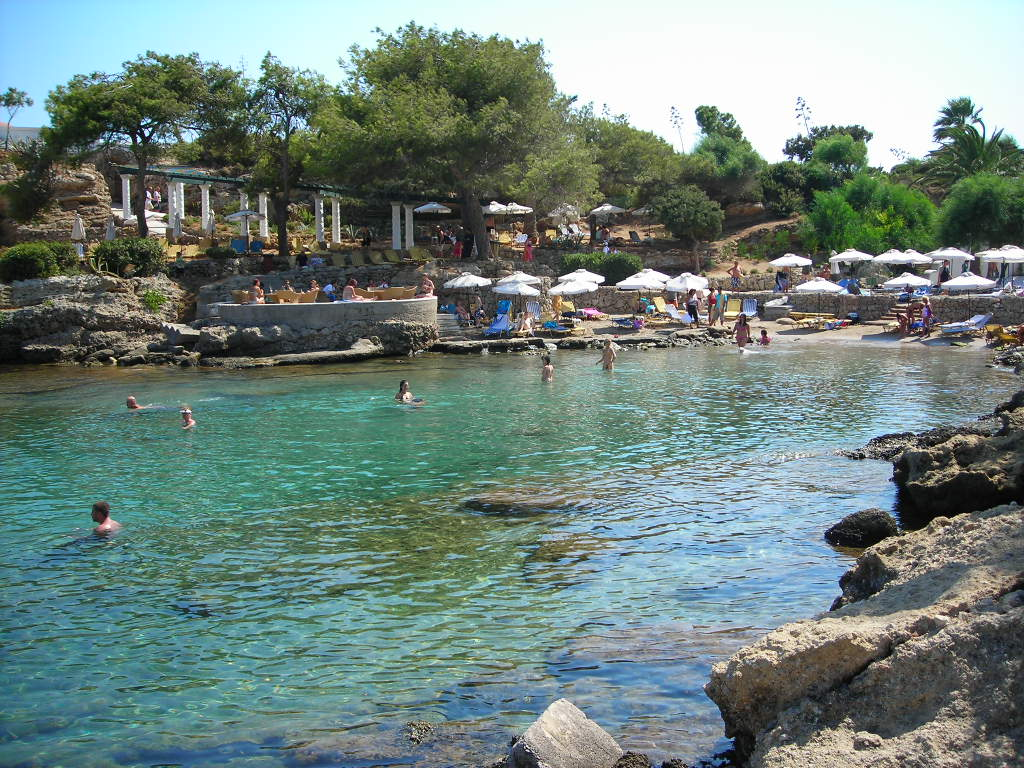
Spiaggia nella baia vicino alle terme, 2008

Il luogo delle terme, nell'odierna frazione di Calitea, era conosciuto fin dall'epoca dorica (VI-V secolo a.C.), l'imperatore romano Tiberio visitò questo luogo, quando in esilio volontario si ritirò a Rodi (dal VI a.C. al II d.C.). Poi passando all'epoca Bizantina, quella cavalleresca richiamava persino abitanti della prospiciente costa anatolica. Era chiamato dai locali Tsiflònero (nome derivato dalla proprietà purgativa dell'acqua).
Il luogo era impervio, raggiungibile solo tramite mulattiere e, sia durante le Crociate che durante l'occupazione turca, coloro che vi si recavano bivaccavano all'aperto nei pressi o venivano ospitati nei vicini monasteri, dei quali oggi non vi è più traccia.

### Storia e descrizione
Era proprio nella piccola baia, davanti l'odierna Terme, che il 5 maggio 1912 le truppe italiane, nel contesto della Guerra italo-turca, sbarcarono sull'isola alla conquista di Rodi dall'Impero ottomano. Durante l'occupazione italiana, vi fu edificato il complesso termale, costruito nello stile eclettico d'oriente dagli italiani. Inaugurato il 1º luglio 1929, dopo due anni di costruzione, fu visitato dal Re d'Italia Vittorio Emanuele III di Savoia durante la sua visita ufficiale sull'isola. Rimase in funzione fino alla distruzione dovuta ai bombardamenti tedeschi durante la seconda guerra mondiale.
Per anni il sito, in stato di abbandono, era stato usato come deposito di sedie a sdraio e ombrelloni per lo stabilimento balneare che sorge nei pressi. Il complesso termale è stato rinnovato nel corso degli anni, a partire dal 2002, e riaperto nell'estate del 2007. Da allora, il sistema dei parchi (disegnato dall'architetto italiano Pietro Lombardi) ha riacquistato il suo fascino.

### Luogo
Il complesso termale di Calitea si trova a sud-est della località e capitale dell'isola Rodi, sulla strada Rodi (Ρόδου)-Faliraki (Φαληρακίου), prima della baia di Faliraki. Da un pezzo di sinuosa strada costiera, dove si ferma anche il bus, si scende attraverso un bosco verso il mare. A sud delle terme si trova, tra le rocce, racchiusa in una baia, la piccola spiaggia delle terme (Παραλία Θέρμης), con un bar e caffetteria.

### Cure
Le sorgenti sulfuree calde, attualmente in secca, erano indicate per curavare reumatismi e malattie renali, disturbi della vescica e costipazione cronica. L'acqua sulfurea della fonte aveva un effetto lassativo.